# Caverna de Ilítia
Caverna Ilítia (ou Caverna de Ilítia; grego: Σπήλαιο Ειλειθυίας) foi uma caverna sagrada dedicada à deusa do parto, Ilítia, na ilha de Creta, que foi ocupada do neolítico ao período romano. A caverna está localizada a cerca de 1 km do sítio minoico de Amnisos. Esta foi mencionada na Odisseia de Homero.
No interior da caverna foram identificados exemplos de cerâmica (mulheres durante o parto, amamentando ou rezando, etc.), um altar de pedra, conchas, figuras de animais, ferramentas, estalagmites e estalactites e algumas formações rochosas estranhas, uma destas semelhante a uma figura feminina.